# Wilhem Belocian
Wilhem Belocian (né le 22 juin 1995 aux Abymes en Guadeloupe) est un athlète français, spécialiste du 110 mètres haies. Sacré champion du monde junior en 2014, il bat à cette occasion le record du monde junior en 12 s 99, record qu'il détient jusqu'en 2021. Il devient champion d'Europe en salle en 2021 à Torùn.

## Biographie

### Débuts
En 2011, il est sacré champion de France cadets du 110 mètres haies une semaine après avoir décroché une médaille de bronze lors des championnats du monde cadets se déroulant à Lille.
En 2012, il devient champion de France cadet du 60 m et 60 m haies lors des championnats de France en salle à Val-de-Reuil en mars. Sélectionné pour les championnats du monde juniors quelques mois plus tard, alors qu'il n'est encore que cadet, il remporte d'abord aisément sa série du 110 mètres haies, avant de s'imposer en demi-finale avec un temps de 13 s 30 (-0,5 m/s de vent) effaçant du même coup l'ancien record de France junior de Samuel Coco-Viloin (13 s 35). En finale, le 12 juillet 2012, face à des garçons ayant tous deux ans de plus que lui, il prend la troisième place en 13 s 29 (-1 m/s) derrière le Cubain Yordan L. O'Farrill (13 s 17) et l'Australien Nicholas Hough (13 s 27), en améliorant une nouvelle fois le record de France junior.
La même année à Lens il conserve son titre de champion de France cadet du 110 mètres haies. En courant la finale en 13 s 12, il bat le record de France cadet de Ladji Doucouré (13 s 26) datant de 1999, ainsi que la meilleure performance mondiale cadets de tous les temps (détenue jusqu'alors depuis 2007 par l'Américain Wayne C. Davis II en 13 s 18).
En 2013, en surclassant Lorenzo Perini et Brahian Peña, il bat le record d'Europe junior sur haies de 99 cm, en 13 s 18 lors des championnats d'Europe juniors à Rieti où il remporte le titre continental. Ce record était détenu par Artur Noga depuis 2006.

### Records du monde juniors et titre mondial (2014)
Le 9 mars 2014, il bat le record du monde junior en salle du 60 m haies (99 cm), en 7 s 48, lors des Championnats de France Cadets-Juniors en Salle à Val-de-Reuil précédemment détenu par Konstadínos Douvalídis, en 7 s 50, depuis 2006. Mais l'IAAF n'homologuera pas ce record du monde en raison d'un contrôle antidopage trop tardif. (Le record a depuis été battu par Trey Cunningham en 2017 avec un temps de 7 s 40).
Le 14 juin, il bat le record de France junior du 110 m haies (1,06 m) au Meeting international d'athlétisme de Sotteville-lès-Rouen en 13 s 54. Le 24 juillet 2014, lors de la finale des championnats du monde juniors à Eugene dans l'Oregon, Wilhem Belocian remporte le titre et signe un nouveau record du monde junior du 110 mètres haies (haies de 99 cm), en réalisant un temps de 12 s 99.

### Débuts chez les séniors (2015)
Le 21 février 2015, il obtient sa première médaille en championnats de France élite où il décroche l'argent en 7 s 53, record personnel, derrière Dimitri Bascou et devant Simon Krauss. Lors de cette compétition, il améliore de 16 centièmes son record personnel et souhaite alors participer aux Championnats d'Europe en salle de Prague, ce qui ne figurait pas dans son programme initial. Après discussion, il participe finalement à ces championnats et remporte une médaille de bronze en 7 s 52, précédé par les deux français Pascal Martinot-Lagarde (7 s 49) et Dimitri Bascou (7 s 50).
Le 2 mai 2015, il bat son record personnel sur 110 m haies en 13 s 30 (0,0 m/s) puis porte ce temps à 13 s 28 lors du Meeting de Montreuil. Malheureusement, une blessure aux ischio-jambiers l'empêche de participer aux championnats du monde de Londres.

### Médaille européenne et participation aux Jeux olympiques (2016)
Sélectionné en juin 2016 pour les Championnats d'Europe d'Amsterdam se déroulant début juillet suivant, Belocian parvient lors de la finale à décrocher la médaille de bronze en 13 s 28 (record personnel égalé), lui permettant d'ajouter une 2de médaille internationale séniore à son palmarès après avoir remporté ce même métal en 2015 à Pragueaux championnats d'Europe en salle.
Le 15 août 2016, auteur d'un faux départ, il est disqualifié de sa série du 110 m haies des Jeux olympiques de Rio, alors qu'il pouvait prétendre au moins à une place en finale. Quelques jours plus tard au meeting de Lausanne, il abaisse son record personnel, en 13 s 25, finissant 4e derrière les trois coureurs composant le podium olympique des Jeux de Rio. Malgré ce nouveau record personnel, il explique qu'il a mis du temps à digérer le faux départ des Jeux Olympiques, et que cela a pénalisé ses départs pendant une période.

### Retour à la compétition après trois années de blessures (2019)
Après avoir manqué les saisons 2017 et 2018 en raison de blessures au pied et aux ischio-jambiers, Wilhem Belocian fait son retour sur la piste en 2019. Lors de sa saison en salle, il se classe notamment 3e de la finale du 60 m haies des championnats de France en salle de Miramas derrière Aurel Manga et Pascal Martinot-Lagarde, puis 7e aux championnats d'Europe en salle de Glasgow (7 s 68). Concernant cette dernière course, il se dit "frustré" du résultat car il touche de nombreuses haies, mais retient également le positif étant donné qu'il s'agissait de sa première finale après "deux ans de galère".
Belocian commence sa saison estivale aux Mondiaux de relais au Japon où il est éliminé dès les séries avec le relais mixte français, puis remporte son premier 110 m haies de la saison le 18 mai au meeting international d'athlétisme de Guadeloupe grâce à un temps de 13 s 35, validant par la même occasion les minima pour les championnats du monde de Doha. Il réalise ensuite deux chronos moyens, d'abord à Montreuil le 11 juin avec 13 s 52, ce qui ne l'empêche pas de gagner la course, puis à Rabat le 16 juin, où il termine quatrième en 13 s 43. Au meeting de Nancy le 22 juin, il s'impose largement en 13 s 28, une belle performance qu'il confirme lors de ses courses suivantes : il décroche ainsi une deuxième place au meeting de Stanford le 30 juin en 13 s 29 derrière l'Espagnol Orlando Ortega, une médaille d'argent à l'Universiade d'été de Naples le 12 juillet en 13 s 30 derrière le Brésilien Gabriel Constantino (13 s 22), et une nouvelle deuxième place au meeting de Londres le 21 juillet en 13 s 28, dans le même temps que le vainqueur, le Chinois Wenjun Xie. Le 28 juillet, il devient champion de France de la distance à Saint-Étienne en 13 s 14, dans une course toutefois trop ventée (+ 3,0 m/s).
Le 19 août, le Français est freiné dans sa préparation pour les championnats du monde par une élongation à la cuisse de grade 2, qui le contraint à renoncer au meeting de Paris et qui met en question sa participation aux Mondiaux. Après avoir reçu des soins au Centre Européen de Rééducation du Sportif à Saint-Raphaël, il participe finalement au stage de l'équipe de France à Boulouris courant septembre en vue des Mondiaux. Il est cependant éliminé dès les demi-finales du 110 m haies à Doha le 2 octobre après avoir terminé septième de sa course en 13 s 60, expliquant avoir manqué de rythme en raison de sa blessure survenue en août,.

### Record personnel battu en 2020
Belocian entame sa saison 2020 à Turku en Finlande le 11 août, lors d'une saison marquée par le report des Jeux Olympiques de Tokyo et l'annulation de nombreux meetings internationaux en raison de la pandémie de Covid-19. Pour sa rentrée sur 110 m haies, il signe deux chronos encourageants en 13 s 57 en séries et 13 s 38 en finale, où il termine deuxième derrière le Britannique Andrew Pozzi. Trois jours plus tard, il est présent à Monaco pour le premier meeting de Ligue de diamant de la saison et termine troisième en 13 s 18, battant de sept centièmes son record personnel qui datait de 2016.
Le 13 septembre, il conserve son titre national en plein air à Albi, en s'imposant facilement en finale en 13 s 20, à seulement deux centièmes de son record. Sa saison se termine cependant avec une disqualification au meeting de Ligue de diamant de Doha pour faux départ.

### Titre européen en salle en 2021
Après avoir été battu par Pascal Martinot-Lagarde pour son premier 60 m haies en salle de la saison à Miramas (deuxième en 7 s 57), Wilhem Belocian établit son record personnel sur la distance lors de sa compétition suivante à Karlsruhe, en signant 7 s 48 lors des séries (son record précédent datait de la finale des championnats d'Europe en salle 2015). En finale, il s'impose en 7 s 49, devant notamment son compatriote Aurel Manga. La semaine suivante à Metz, il améliore à nouveau son record personnel avec un chrono de 7 s 45 en séries, mais chute en finale après avoir heurté la quatrième haie, laissant la victoire à l'Américain Jarret Eaton. A Miramas le 21 février, il décroche son premier titre national indoor du 60 mètres haies avec le temps de 7 s 46 en finale, son deuxième meilleur chrono de l'hiver, devant Aurel Manga.
Le 7 mars aux championnats d'Europe en salle de Torun, Belocian remporte son premier titre majeur chez les seniors en s'imposant au cassé lors de la finale du 60 m haies avec le temps de 7 s 42, nouveau record personnel et meilleure performance européenne de la saison. Il devance d'un centième de seconde le Britannique Andrew Pozzi.
Sur 110 m haies, il gagne son troisième titre national consécutif à Angers en réalisant 13 s 15 en finale, nouveau record personnel et meilleure performance européenne de la saison.
À Tokyo, pour sa deuxième participation aux Jeux olympiques, diminué, il est éliminé en séries du 110 m haies, disqualifié pour avoir renversé la neuvième haie avec les mains,.

### Première finale mondiale en 2023
Le 2 juillet 2023, Belocian bat son record personnel sur la piste en altitude de La Chaux-de-Fonds avec un temps de 13''07 (+0,6) en séries. Il devient ainsi le troisième meilleur performeur français de l'histoire sur 110 m haies, derrière Pascal Martinot-Lagarde et Ladji Doucouré. En août, à Budapest, il se qualifie pour la première finale mondiale en plein air de sa carrière, mais termine seulement à la huitième place en 13 s 32.

## Palmarès
| Date | Compétition                              | Lieu           | Résultat | Épreuve     | Temps         |
| ---- | ---------------------------------------- | -------------- | -------- | ----------- | ------------- |
| 2011 | Jeux de la CARIFTA cadet                 | Montego Bay    | 1er      | 110 m haies | 13 s 75       |
| 2011 | Championnats du monde jeunesse           | Lille          | 3e       | 110 m haies | 13 s 51       |
| 2011 | Championnats du monde jeunesse           | Lille          | 3e       | Relais      | 1 min 51 s 81 |
| 2011 | Festival olympique de la jeunesse europ. | Trabzon        | 2e       | 110 m haies | 13 s 50       |
| 2011 | Festival olympique de la jeunesse europ. | Trabzon        | 1er      | 4 × 100 m   | 40 s 90       |
| 2012 | Jeux de la CARIFTA juniors               | Hamilton       | 1er      | 110 m haies | 13 s 63       |
| 2012 | Championnats du monde juniors            | Barcelone      | 3e       | 110 m haies | 13 s 29       |
| 2013 | Jeux de la CARIFTA juniors               | Nassau         | 1er      | 110 m haies | 13 s 49       |
| 2013 | Championnats d'Europe juniors            | Rieti          | 1er      | 110 m haies | 13 s 18       |
| 2014 | Jeux de la CARIFTA junior                | Fort-de-France | 1er      | 110 m haies | 13 s 23       |
| 2014 | Championnats du monde juniors            | Eugene         | 1er      | 110 m haies | 12 s 99       |
| 2015 | Championnats d'Europe en salle           | Prague         | 3e       | 60 m haies  | 7 s 52        |
| 2016 | Championnats d'Europe                    | Amsterdam      | 3e       | 110 m haies | 13 s 33       |
| 2019 | Championnats d'Europe en salle           | Glasgow        | 7e       | 60 m haies  | 7 s 68        |
| 2019 | Universiade                              | Naples         | 2e       | 110 m haies | 13 s 30       |
| 2021 | Championnats d'Europe en salle           | Toruń          | 1er      | 60 m haies  | 7 s 42        |
| 2022 | Championnats du monde en salle           | Belgrade       | 8e       | 60 m haies  | 7 s 67        |
| 2023 | Championnats du monde                    | Budapest       | 8e       | 110 m haies | 13 s 32       |
| 2025 | Championnats d'Europe en salle           | Apeldoorn      | 2e       | 60 m haies  | 7 s 45        |
| 2025 | Championnats du monde en salle           | Nankin         | 2e       | 60 m haies  | 7 s 54        |

| Date | Compétition                     | Lieu          | Résultat | Épreuve     | Temps   |
| ---- | ------------------------------- | ------------- | -------- | ----------- | ------- |
| 2015 | Championnats de France en salle | Aubière       | 2e       | 60 m haies  | 7 s 53  |
| 2016 | Championnats de France          | Angers        | 2e       | 110 m haies | 13 s 15 |
| 2017 | Championnats de France en salle | Bordeaux      | 3e       | 60 m haies  | 7 s 73  |
| 2019 | Championnats de France en salle | Miramas       | 3e       | 60 m haies  | 7 s 63  |
| 2019 | Championnats de France          | Saint-Étienne | 1er      | 110 m haies | 13 s 14 |
| 2020 | Championnats de France          | Albi          | 1er      | 110 m haies | 13 s 20 |
| 2021 | Championnats de France en salle | Miramas       | 1er      | 60 m haies  | 7 s 46  |
| 2021 | Championnats de France          | Angers        | 1er      | 110 m haies | 13 s 15 |
| 2023 | Championnats de France          | Albi          | 2e       | 110 m haies | 13 s 07 |
| 2024 | Championnats de France en salle | Miramas       | 1er      | 60 m haies  | 7 s 44  |
| 2025 | Championnats de France en salle | Miramas       | 1er      | 60 m haies  | 7 s 52  |

## Records
| Épreuve     | Épreuve | Performance | Lieu              | Date            |
| ----------- | ------- | ----------- | ----------------- | --------------- |
| 110 m haies | 91,4 cm | 13 s 12     | Lens              | 21 juillet 2012 |
| 110 m haies | 99 cm   | 12 s 99     | Eugene            | 25 juillet 2014 |
| 110 m haies | 1,06 m  | 13 s 07     | La Chaux-de-Fonds | 2 juillet 2023  |
| 60 m haies  | 99 cm   | 7 s 48      | Val-de-Reuil      | 9 mars 2014     |
| 60 m haies  | 1,06 m  | 7 s 42      | Toruń             | 7 mars 2021     |

## Vie privée
Son frère cadet, Jeanuël Belocian, est footballeur professionnel, il a commencé sa carrière au Stade rennais en novembre 2021.